# Clematoessa
Clematoessa là một chi bướm đêm thuộc họ Zygaenidae.

## Các loài
- Clematoessa xuthomelas Jordan, 1915